# Chris Kluwe
Christopher James „Chris“ Kluwe (* 24. Dezember 1981 in Philadelphia, Pennsylvania) ist ein ehemaliger US-amerikanischer American-Football-Spieler auf der Position des Punters. Er spielte acht Jahre bei den Minnesota Vikings in der National Football League (NFL).

## Karriere

### College
Kluwe spielte College Football an der University of California, Los Angeles (UCLA) und entwickelte sich zu einem der besten Punter in der Pacific-10 Conference. Er brach in seiner College-Zeit zwei Rekorde: die durch Punts erzielten Yards und die Anzahl an Punts in einer Saison. Insgesamt trat Chris Kluwe für die UCLA 93 Punts für rund 4.000 Yards.

### NFL
Die Seattle Seahawks verpflichteten Kluwe 2005 als Free Agent. Er schaffte es jedoch nicht in den Kader für die Regular Season, worauf ihn die Minnesota Vikings verpflichteten. Kluwe erzielte durchschnittlich 44 Yards pro Punt, was ihn zum zweitbesten Punter der National Football Conference (NFC) machte. Bei einem Punt verletzte er sich nach einer Attacke vom Safety der Detroit Lions, Vernon Fox, am Knöchel. Der zu diesem Zeitpunkt bereits 42-jährige Darren Bennett wurde als Ersatz verpflichtet, doch Kluwe setzte nur ein Spiel aus.
Im Oktober 2007 verlängerte Chris Kluwe seinen Vertrag um weitere sechs Jahre bis ins Jahr 2013.
Nach dem NFL Draft 2013, in der die Minnesota Vikings Punter Jeff Locke (ebenfalls von UCLA) in der fünften Runde auswählten, wurde Kluwe von den Vikings entlassen. Nach der Entlassung gab es Spekulationen, dass auch sein politisches Engagement für die gleichgeschlechtliche Ehe mitentscheidend für seine Entlassung gewesen sein könnte. Nachdem Kluwe bei einem Interview Ende 2013 öffentlich Vorwürfe an Trainer und Besitzer der Minnesota Vikings geäußert hatte, verlautbarten die Vikings eine Stellungnahme in der sie unterstrichen, Kluwe nur aufgrund sportlicher Aspekte entlassen zu haben. Kurze Zeit später wurde er von den Oakland Raiders verpflichtet, allerdings noch vor Saisonstart wieder entlassen. Nach einem Jahr als Free Agent verlautbarte er sein Karriereende.

## Leben nach Ende der Karriere

### MAGA-Kritik
Chris Kluwe wohnte 15 Jahre in Huntington Beach in Süd-Kalifornien, als er am 18. Februar 2025 bei einer Gemeindeversammlung gegen eine Plakette mit dem Akrostichon  “Magical. Alluring. Galvanizing. Adventurous.” (MAGA) protestierte und kurzzeitig festgenommen wurde. „MAGA“ steht auch für „Make America Great Again“. Bei der Veranstaltung gab er folgendes Statement ab:
„MAGA stands for trying to erase trans people from existence. MAGA stands for resegregation and racism. MAGA stands for censorship and book bans. MAGA stands for firing air traffic controllers while planes are crashing. MAGA stands for firing the people overseeing our nuclear arsenal ... MAGA stands for cutting funds to education, including for disabled children … MAGA stands for hate, and fear, and the idea that we should have a king instead of co-equal branches of government.“ 
Ins Deutsche übersetzt:
„MAGA steht für den Versuch, Transpersonen aus der Existenz zu tilgen. MAGA steht für erneute Rassentrennung und Rassismus. MAGA steht für Zensur und Buchverbote. MAGA steht für die Entlassung von Fluglotsen, während Flugzeuge abstürzen. MAGA steht für die Entlassung der Leute, die unser Atomwaffenarsenal überwachen ... MAGA steht für die Kürzung der Mittel für Bildung, auch für behinderte Kinder … MAGA steht für Hass und Angst und die Idee, dass wir einen König haben sollten statt gleichberechtigter Regierungszweige.“
Anwesende applaudierten nachdem er sagte: "MAGA ist zutiefst korrupt, eindeutig antidemokratisch und vor allem ist MAGA ausdrücklich eine Nazi-Bewegung. Sie haben vielleicht ein Hakenkreuz durch eine rote Schirmmütze ersetzt, aber das ist es, was es ist."